# Death Valley
Death Valley er en dal i Mojaveørkenen i det sydlige Californien, USA nær grænsen til Nevada. Dalen som er omkring 225 km lang, er kendt for ekstrem hede. Der blev målt 56,7 °C 10. juli 1913 hvilket er den højeste temperatur målt på jorden. Dalens laveste punkt ligger 86 m under havets overflade. Dalen ligger i nationalparken Death Valley National Park. Lavpunktet ligger bare 136 km sydøst for USA´s højeste punkt Mount Whitney, som ligger 4.421 m over havniveau.

## Notable attraktioner og steder
- Badwater Basin
- China Ranch
- Dante's View
- Darwin Falls
- Devils Hole
- Father Crowley Viewpoint
- Furnace Creek
- Harmony Borax Works
- Hells Gate
- Myers Ranch
- Oasis at Death Valley
- Russell Camp
- New Ryan
- Upper and Lower Noonday Camp
- Racetrack Playa, en stor udtørret sø
- Sailing stones, berømte vandrene sten i Death Valley
- Shoreline Butte
- Stovepipe Wells
- Tecopa
- Tecopa Hot Springs
- West Side Borax Camp
- Wilson Ranch
- Wildrose Ranger Station